# Pompei Gheorghe Samarian
Pompei Gheorghe Samarian (n. 26 martie 1879, Bacău – d. 11 mai 1942, București) a fost un medic, autor și istoric român.
A descoperit documentul prin care orașul Călărași devenea reședința județului Ialomița.
În prezent, Spitalul județean din Călărași poartă numele său.

## Biografie

### Studii de specialitate
Tot el a fost primul care a scris „Istoria medicinei”.
A publicat studii de specialitate în revistele vremii, iar în ziarele „Acțiunea“ și „Pământul“ a publicat cărți despre istoria Călărașiului, Ialomiței și Bărăganului.
A fost primul istoric al Călărașiului, a scris prima monografie a orașului, dar documentările sale s-au oprit în anul 1852.

### Lucrarea „Medicina și Farmacia în trecutul Românesc”
Lucrarea sa „Medicina și Farmacia în trecutul Românesc” a fost premiată în 1935 de către Academia Română și l-a propulsat în galeria celor mai de preț figuri ale României.

## Publicații
- Din epidemiologia trecutului Românesc; ciuma., Pompei Gh Samarian, București, Marvan, 1932
- Istoria spitalului din Călărași și istoria desvoltărei serviciului sanitar : al oras̜ului și jud Ialomița de la 1852 până la 1917, Pompei Samarian, Editura Tip. Pressa, Braila, [193.]
- O veche monografie sanitară a Munteniei "Topografia Țarei Românești" : de Dr. Constantin Caracaș (1800-1828), Pompei P Samarian, medic, Editura Institutul de Arte Grafice "Bucovina", București, [1937]
- Medicina și farmacia în trecutul românesc 1382-1775. (1775-1834. - Asistența publică până la 1834). Pompei Gh SAMARIAN, Editura București, Călărași, Ialomița, 1938
- Medicina și farmacia în trecutul românesc. Vol. 3, Asistența publică în trecutul românesc până la 1834., Pompei Gh Samarian, Editura "Bucovina" I. E. Torouțiu, București, 1938
- Istoria Serviciului Sanitar din Ialomița și Călărași
- Istoria orașului Călărași în timpul primului război mondial